# Martirio di san Bartolomeo (Pittoni)
Il Martirio di san Bartolomeo è un dipinto di Giovanni Battista Pittoni, realizzato nel 1735 nella collezione permanente del Museo Nelson-Atkins  a Kansas City negli Stati Uniti.